# André dos Santos Bragança Gil
André dos Santos Bragança Gil, född 17 januari 1978, är en botaniker som särskilt intresserat sig för fröväxter, spermatofyter.
Auktorsnamnet A.Gil kan användas för André dos Santos Bragança Gil i samband med ett vetenskapligt namn inom botaniken; se Wikipediaartiklar som länkar till auktorsnamnet.